# Blåstrupig bergstjärna
Grönhuvad bergstjärna (Oreotrochilus cyanolaemus) är en nyligen beskriven fågelart i familjen kolibrier.

## Utbredning och systematik
Blåstrupig bergstjärna förekommer endast i ett litet område i sydvästra Ecuador. Den hittas utmed buskkantade bäckar på låga åsar under 3700 meters höjd. Området begränsas av floddalen Jubones-León i norr och nordost, och avrinningsområdet för floderna Tumbes och Catamayo i söder. Fågeln beskrevs 2018 som ny art efter studier som visar på betydande skillnader gentemot grönhuvad bergstjärna (O. stolzmanni).

## Status
Internationella naturvårdsunionen IUCN kategoriserar den som akut hotad. Världspopulationen har uppskattats till färre än 750 individer och den tros vara mycket hotad av skogsbrand, överbetning och gruvdrift.